# Австралийская таможенная служба
Австралийская таможенная и пограничная служба является австралийским Федеральным государственным учреждением, отвечающим за управление безопасности и целостности австралийской границы, облегчение передвижения законных международных путешественников и товаров, а также сбор таможенных пошлин и налогов.
Министр, ответственный за агентство — министр внутренних дел (Брендан О’Коннор). Портфель внутренних дел входит в состав департамента Генеральной прокуратуры, под контролем генерального прокурора Роберта МакКлелланда. Текущий исполнительный начальник агентства — Майкл Кармоди.
В Службе работает более 5800 людей по всей Австралии и за рубежом, и штаб-квартира находится в Канберре.

## Роль
- Импортно-экспортный контроль
- Иммиграционный контроль
- Патруль морской границы